# Бомон л’Аран
Бомон л’Аран (фр. Beaumont-le-Hareng) насеље је и општина у северној Француској у региону Горња Нормандија, у департману Приморска Сена која припада префектури Дјеп.
По подацима из 2011. године у општини је живело 238 становника, а густина насељености је износила 41,46 становника/km². Општина се простире на површини од 5,74 km². Налази се на средњој надморској висини од 169 метара (максималној 169 m, а минималној 100 m).

## Демографија
| 1962. | 1968. | 1975. | 1982. | 1990. | 1999. | 2011. |
| ----- | ----- | ----- | ----- | ----- | ----- | ----- |
| 178   | 183   | 173   | 168   | 192   | 190   | 238   |

График промене броја становника у току последњих година